# Anna Juliën

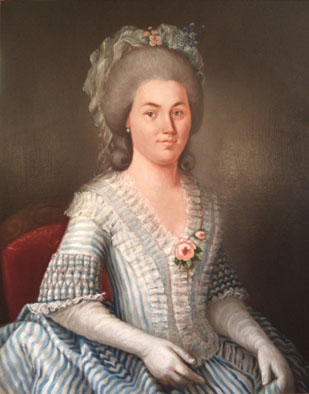
Anna Juliën mit etwa 30 Jahren (Künstler: Christian Lindner, 1728–1806)

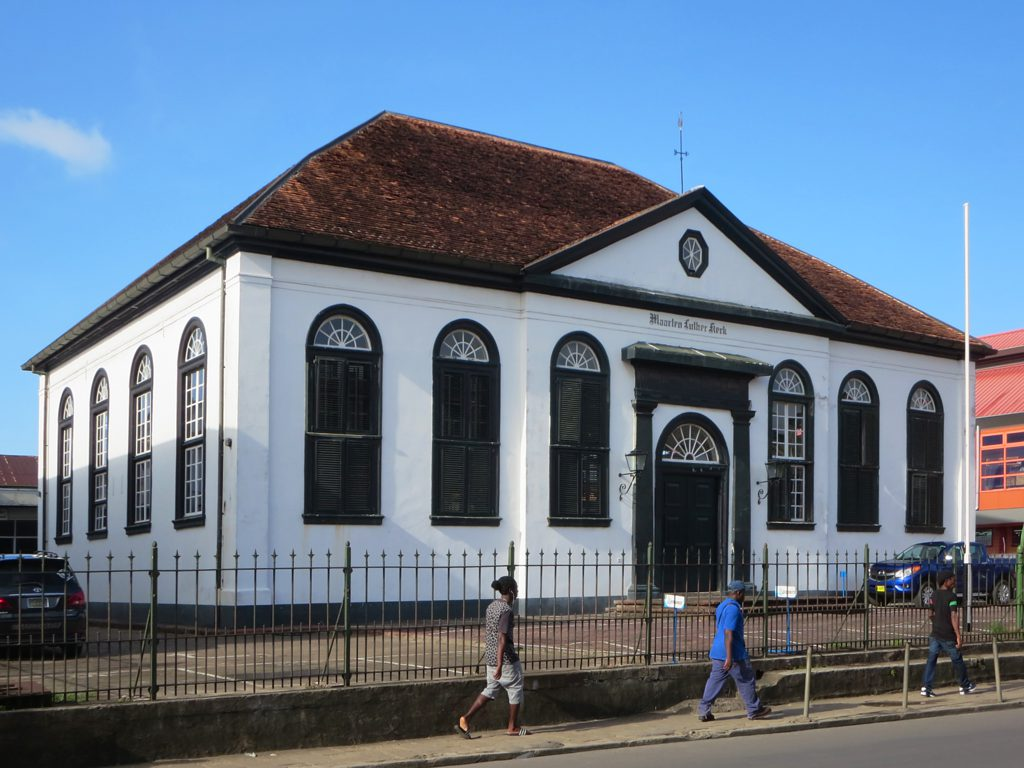
Maarten Luther Kerk in Paramaribo

Anna Juliën (getauft 5. April 1705 in Paramaribo; † 9. Oktober 1779 ebenda) war eine surinamische Plantagenbesitzerin.

## Leben
Anna Juliën war die älteste Tochter des Italieners Bartholomeus Juliën und der Surinamerin Elisabeth, einer geborenen Dobinson, welche wahrscheinlich einer europäisch-indianischen Mischbeziehung entstammte. Das Ehepaar Juliën war u. a. im Besitz der Plantage „Salem“ am Pericakreek.

### Ehen
Im April 1725 ehelichte Anna Juliën den am 9. August 1698 in Amsterdam geborenen Hendrik Buys. Sie heirateten „außerhalb der Kirche“, wahrscheinlich auf der Kaffeeplantage „Buyswyk“ am Motkreek im Commewijne-Gebiet. Aus dieser Ehe gingen nachweislich zwei Töchter hervor.
Ihre Tochter Elisabeth Buys (1728–1775), heiratete in zweiter Ehe am 20. August 1767 den in Amsterdam geborenen Jan Nepveu, welcher im Jahre 1770 Gouverneur von Suriname wurde.
Nach dem Tod des Hendrik Buys am 23. Januar 1749 heiratete Anna Juliën im September 1750 den am 7. Januar 1724 in Amsterdam geborenen Plantagen-Direktor Willem Ouwater. Zu dieser Eheschließung notierte der Gouverneur Jan Jacob Mauricius am 2. November 1750 etwas abfällig in das Gouverneursjournal: „Wenig Begeisterung am Geburtstag der Prinzessin. Das Schiffsvolk und viele Bürger sind bei Hochzeiten oder privaten Geburtstagsfeiern oft viel ausgelassener, wie […] bei der Heirat der alten Mulattin, der Witwe Buys, mit ihrem Direktor.“ Über Willem Ouwater ist nicht viel bekannt. Er verstarb am 10. August 1760 in Paramaribo.
Am 4. Februar 1763 vermählte sich die bereits 58-Jährige schließlich in dritter Ehe mit Johann Gottfried Clemen aus Döbeln.
Anna Juliën war in Paramaribo mehrfache Hausbesitzerin und nannte einige Plantagen ihr Eigentum, ebenfalls war sie Pächterin etlicher Plantagen.

### Begräbnis
Nach ihrem Tod wurde sie in der Maarten Luther Kerk in Paramaribo, Waterkant begraben. Diese Kirche ging im Jahre 1832 bei einem Brand verloren und hierbei wurde auch ihre Grabplatte ein Opfer der Flammen. Die hier abgebildete Kirche wurde an gleicher Stelle 1834 eingeweiht und hier befindet sich die noch erhaltene Grabplatte ihres dritten Ehemannes.